# Pădureni (Vaslui)
Pădureni è un comune della Romania di 4 298 abitanti, ubicato nel distretto di Vaslui, nella regione storica della Moldavia. 
Il comune è formato dall'unione di 8 villaggi: Căpotești, Davidești, Ivănești, Leoști, Pădureni, Rusca, Todireni, Văleni.